# PGC 43338
LEDA/PGC 43338, auch UGC 7976, ist eine spiralförmige Radiogalaxie vom Hubble-Typ Sd im Sternbild Jungfrau auf der Ekliptik. Sie ist schätzungsweise 116 Millionen Lichtjahre von der Milchstraße entfernt und hat einen Durchmesser von etwa 45.000 Lichtjahren. Vom Sonnensystem aus entfernt sich das Objekt mit einer errechneten Radialgeschwindigkeit von näherungsweise 2.700 Kilometern pro Sekunde.
Im selben Himmelsareal befinden sich unter anderem die Galaxien NGC 4688, PGC 43215, PGC 43389, PGC 43518.